# Paul Baumgarten (Architekt, 1873)
Paul Baumgarten (vollständiger Name: Paul Otto August Baumgarten; auch: Paul O. A. Baumgarten, Paul Baumgarten der Ältere; fälschlicherweise, da nicht verwandt mit dem jüngeren Paul Baumgarten, auch Paul Baumgarten sen.) (* 25. Juni 1873 in Schwedt/Oder; † 26. Februar 1946 in Berlin-Charlottenburg; nach anderen Angaben „nach 1953“ oder 1964), war ein deutscher Architekt. Er gehörte neben Albert Speer, Paul Ludwig Troost, German Bestelmeyer, Hermann Giesler und Leonhard Gall zu den Lieblingsarchitekten Adolf Hitlers.

## Leben und Werk
Paul Baumgarten absolvierte nach dem Besuch der Hamburger Kunstgewerbeschule (heute HbK) von 1898 bis 1901 ein Architekturstudium an der Technischen Hochschule (Berlin-)Charlottenburg.
Anschließend war er im Büro des Berliner Stadtbaurats Ludwig Hoffmann und ab 1902 (nach anderen Quellen ab 1901) bei Alfred Messel tätig.

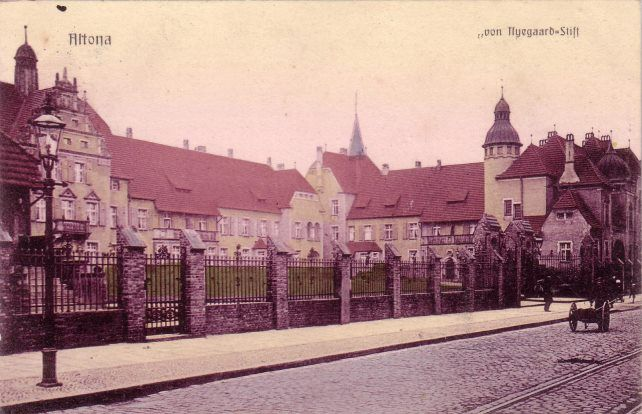
Nyegaard-Stift in Hamburg, Ansichtskarte von 1911

Ab 1899 betrieb er zudem zusammen mit Eugen Kühn bis 1902 das Architekturbüro Kühn & Baumgarten. In diese Zeit fällt unter anderem der Bau des Nyegaard-Stifts in Hamburg (1899–1901).
Das Tätigkeitsfeld von Baumgarten lag anfänglich vor allem im Wohnungsbau. So plante er diverse Stadt- und Landhäuser unter anderem in Berlin und Potsdam. Für den Unternehmer Eduard Arnhold baute er 1905 das Gutshaus des Ritterguts Hirschfelde nordöstlich von Berlin um und konzipierte für ihn 1907 das Gebäude des Waisenhauses Johannaheim. Für den gleiche Auftraggeber erweiterte er dessen Wohnhaus Regentenstraße 19 im Berliner Tiergartenviertel um einen weiteren Oberlichtsaal.
Zwischen 1910 und 1914 war Baumgarten vielfach auch für die Unternehmerfamilie Zanders in Bergisch Gladbach tätig. Er folgte damit auf Otto March als Hausarchitekt der Familie. Zu seinen Arbeiten zählen der Umbau der Villa Zanders, ein Gartenpavillon im Park von Haus Lerbach sowie die Kunstdruckfabrik in der Zanders’schen Gohrsmühle.
Während des Ersten Weltkriegs (etwa 1917) wurde Baumgarten als Leiter der Gruppe C der Bautenprüfstelle des Kriegsamts im preußischen Kriegsministerium dienstverpflichtet.

### Villa Hamspohn und Villa Liebermann

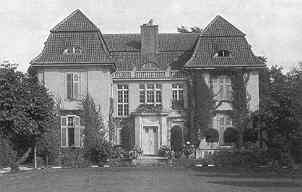
Villa Hamspohn, 1917

1909 erhielt er den Auftrag zum Bau der Liebermann-Villa für den Maler Max Liebermann, Seestraße 24 (heute Colomierstraße 3) in der Colonie Alsen am Wannsee, nachdem er 1906/1907 bereits die Villa für dessen Nachbarn, den AEG-Direktor Johann Hamspohn, entworfen hatte (Am Großen Wannsee 40; saniert und heute Sitz des „Kunstsalon Berliner Secession – Haus der Begegnung“). Die Villa Liebermann entstand nach genauen Vorgaben des Malers und auf dessen Wunsch zurückhaltend neoklassizistisch nach dem Vorbild der Patriziervillen in den Hamburger Elbvororten, die Liebermann von häufigen Besuchen kannte. Vorbild der Vorderfront war das von Christian Frederik Hansen erbaute und von Liebermann gemalte Hamburger Landhaus J. C. Godeffroy. Liebermann soll Wert darauf gelegt haben, vom See durch das Gebäude hindurch bis zur Straße sehen zu können. Von der Straßenseite aus dominieren zwei ionische Säulen in der Mittelachse und verleihen dem Haus einen entsprechend repräsentativen Charakter.

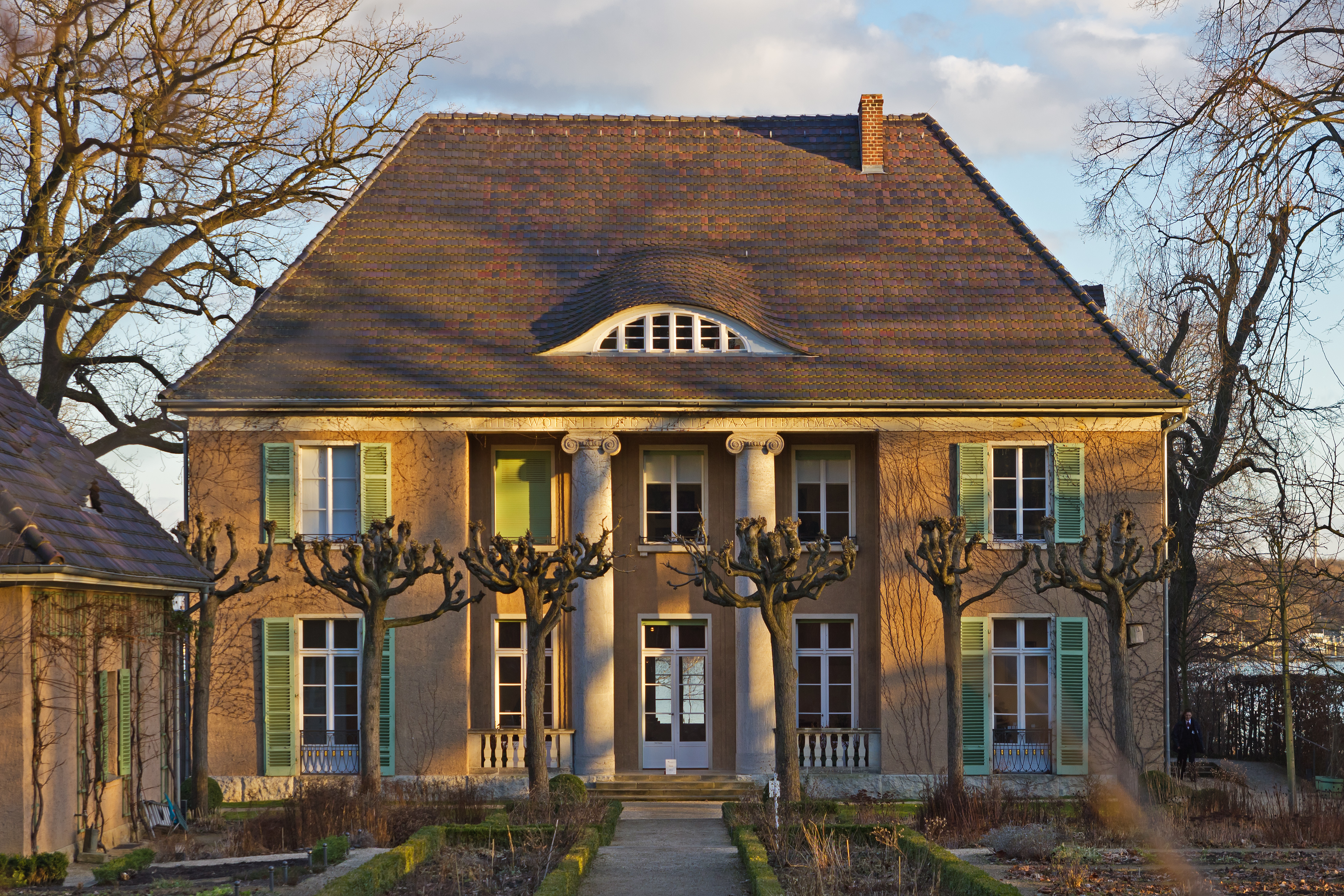
Liebermann-Villa

Auf Wunsch Liebermanns legte Baumgarten den Haupteingang jedoch nicht wie üblich in diese Mittelachse, sondern an die nördliche Schmalseite, direkt unter das Atelier des Malers. Die Seeseite mit dem Dreiecksgiebel entstand in Anlehnung an das Hamburger Landhaus Wesselhoeft an der Elbchaussee. Darunter entstanden eine Loggia und zwei Terrassen, die das Gebäude mit dem von Liebermann zusammen mit Alfred Lichtwark gestalteten und nach Fertigstellung oft zum Malen genutzten Garten verknüpfen. Die Villa und besonders der Garten sind auf Liebermanns Bildern häufig zu sehen. Sie wurde anhand der noch vorhandenen Pläne und Fotos restauriert und 2006 als „Liebermann-Museum“ wieder eröffnet. Die Inneneinrichtung des Hauses ist nicht erhalten; sie ging verloren, als Liebermanns Witwe die Villa 1940 an die Deutsche Reichspost verkaufen musste.

### Villa Kunheim
1910/1911 baute Baumgarten ein – ursprünglich 1870–1871 nach Plänen von Friedrich Hitzig errichtetes – Wohnhaus an der Fürst-Bismarck-Straße im Alsenviertel für den Chemie-Unternehmer Erich Kunheim im damals aktuellen neoklassizistischen Stil um. Dabei erweiterte er den ursprünglich zweigeschossigen, siebenachsigen Bau zu einem dreigeschossigen mit neun Achsen. Ionische Säulen in Wandnischen über dem hohen Sockelgeschoss gliedern die Fassade. Puttenreliefs schmücken den Fries. Seit 1920 dient es als Schweizerische Botschaft. Es ist als einziges Gebäude aus der Entstehungszeit dieses Quartiers bis heute erhalten geblieben.
Auch die Badeanstalt in Potsdam, bekannt als Werner-Alfred-Bad, ein Hotel sowie Kurhaus, Kursaal und Kurmittelhaus in Bad Eilsen entstanden nach Baumgartens Entwürfen.
In das Jahr 1911 fällt seine Heirat mit Eva Tuaillon, Tochter des Bildhauers Louis Tuaillon. Für diesen hatte er im Jahr zuvor eine Villa im Grunewald entworfen (Herbertstraße 1).

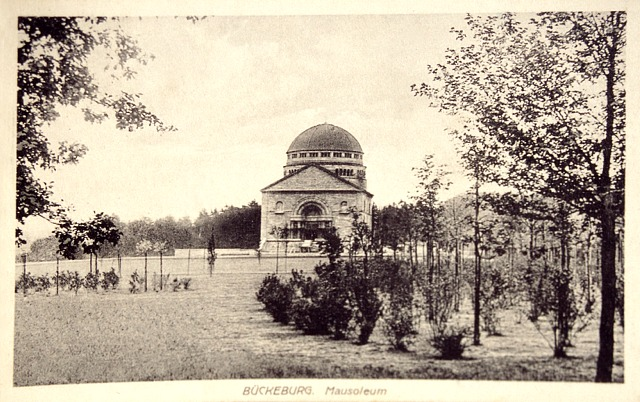
Mausoleum im Park von Schloss Bückeburg

Von 1911 bis 1915 baute er im Park von Schloss Bückeburg das Mausoleum als Begräbnisstätte des Fürstenhauses Schaumburg-Lippe.

### Villa Marlier

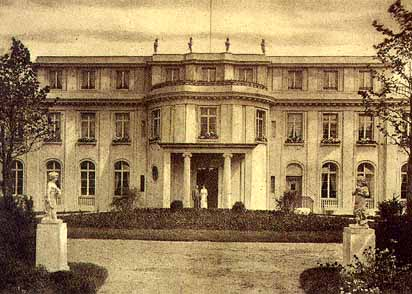
Villa Marlier und Garten, 1916

Für den Fabrikanten von pharmazeutischen Präparaten Ernst Marlier baute er 1914/1915 eine Villa am Wannsee, die als sein luxuriösester und bekanntester Bau gilt (Am Großen Wannsee 56–58). Die üppige Innenausstattung weist auf das hohe Repräsentationsbedürfnis des gesellschaftlich schnell aufgestiegenen Bauherren hin. Auf seinen Wunsch integrierte Baumgarten auch mehrere Spolien und Kopien von anderen Kunstgegenständen in die Ausstattung.
Ob Baumgarten auch den zugehörigen Park gestaltete oder einen Gartenarchitekten hinzuzog, ist unklar. In der Zeit des Nationalsozialismus war die Villa das Gästehaus der Sicherheitspolizei und des Sicherheitsdienstes (SD) und wurde später als Schauplatz der Wannseekonferenz bekannt.
Im Jahr 1918 wurde Baumgarten der Professor-Titel verliehen. Sein Büro war um 1920 im Haus Genthiner Straße 43 in der Schöneberger Vorstadt untergebracht.

### Tätigkeit im Dritten Reich
1934 bekam er den Auftrag, die Deutsche Oper in Berlin-Charlottenburg umzubauen. Dieser Auftrag bedeutete den Beginn seiner Karriere im Dritten Reich. 1935 wurde Paul Baumgarten als Mitglied in den Reichskultursenat und 1936 in die Preußische Akademie des Bauwesens berufen. Baumgarten beantragte am 13. März 1940 die Aufnahme in die NSDAP und wurde zum 1. April desselben Jahres aufgenommen (Mitgliedsnummer 8.011.647).

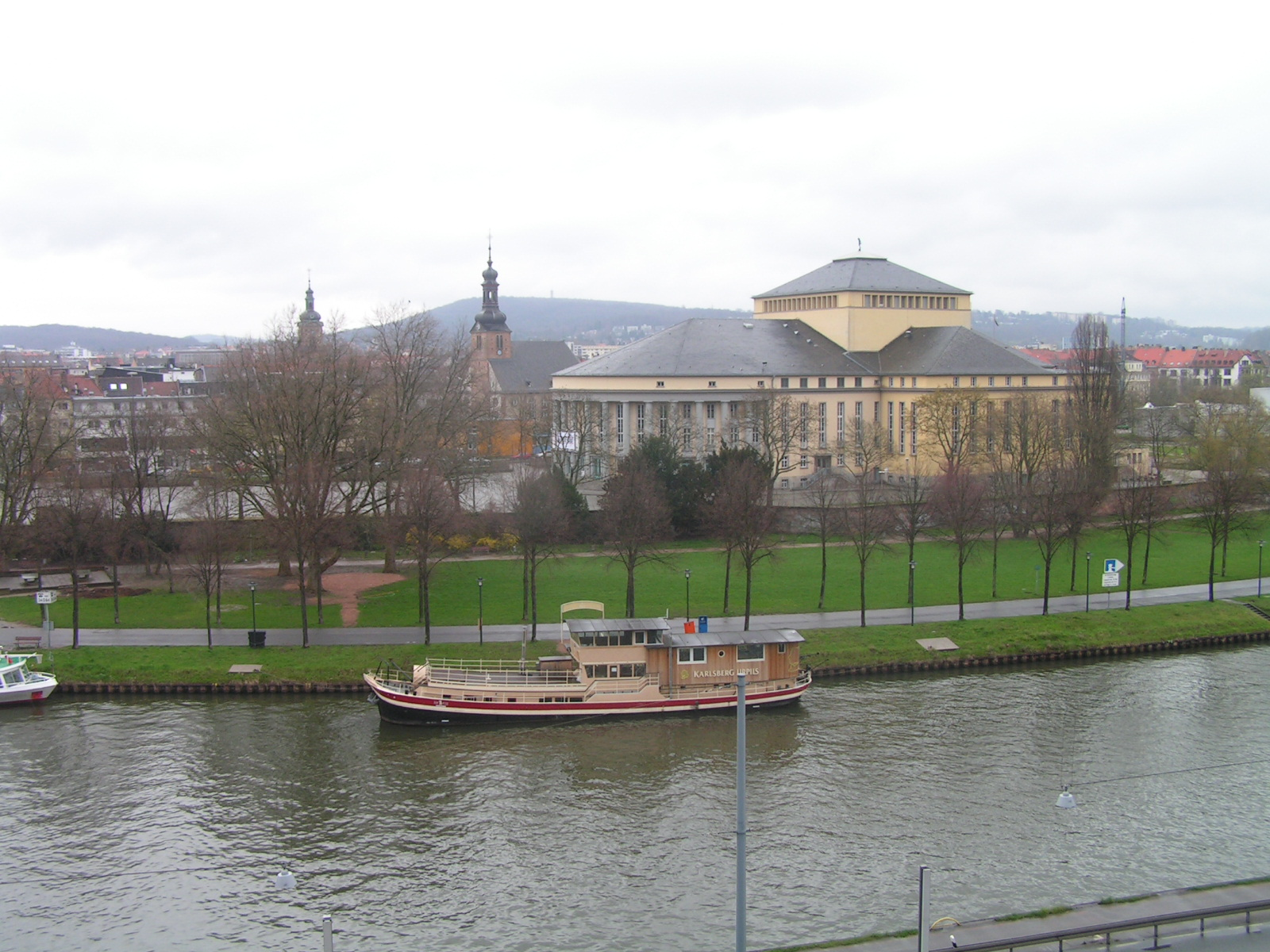
Ehemaliges Gautheater Saarpfalz, heute (nach Umbau): Saarländisches Staatstheater

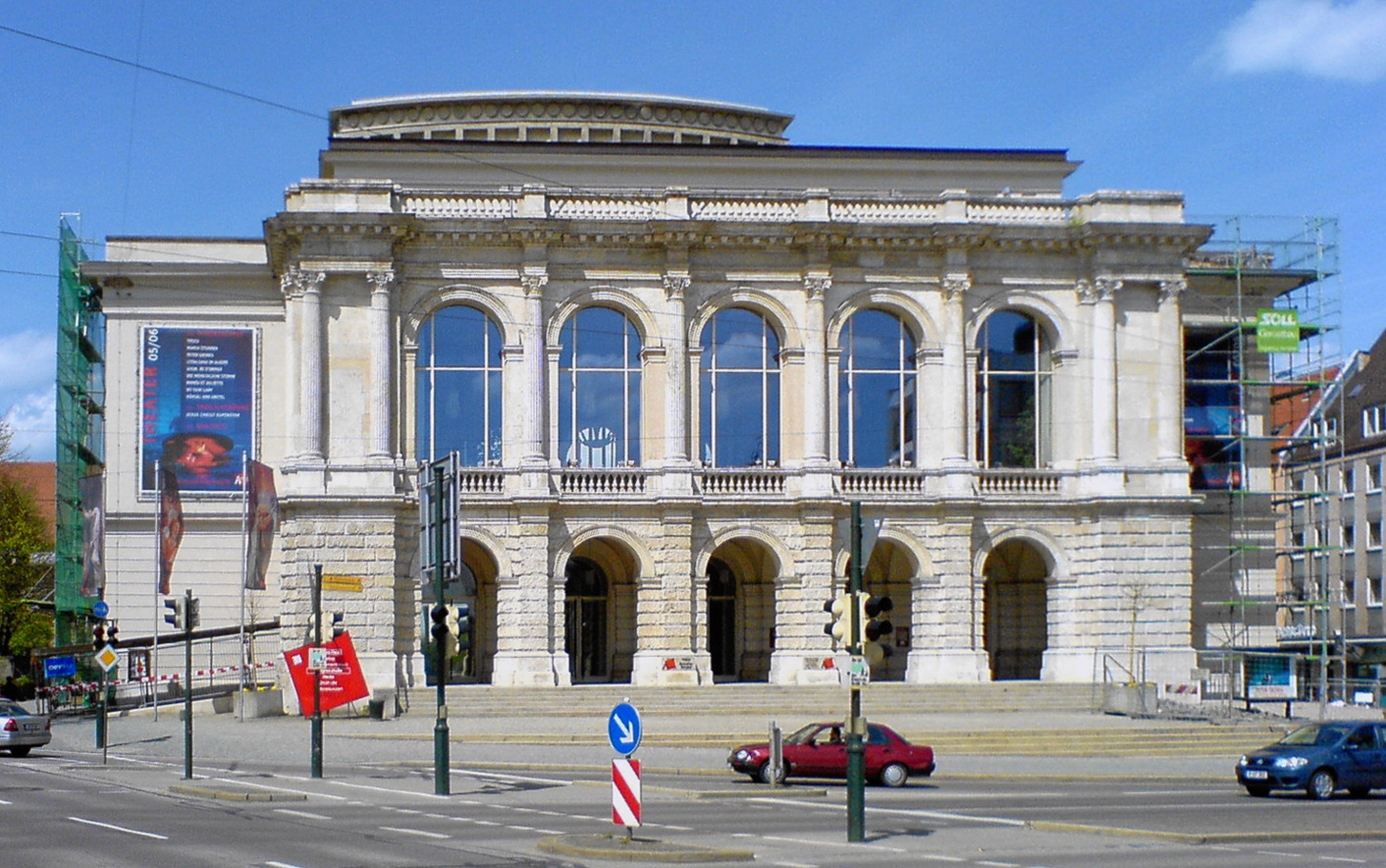
Stadttheater Augsburg

Er verlegte seinen Schwerpunkt auf den Bau von Theatern. Zu den Werken dieser Zeit gehören unter anderem: der Bau des Grenzlandtheaters Saarbrücken (1936–1938), (nach dem damals geplanten Gau Westmark auch Westmarktheater oder Gautheater Saarpfalz genannt, heute Saarländisches Staatstheater) ein Auftrag von Joseph Goebbels, als „Dank Hitlers“ für das Ergebnis der Volksabstimmung im Saarland für die Wiedereingliederung des Saarlandes in das deutsche Reich; Bühneneinrichtung: Kurt Hemmerling, 1942 durch Bombenangriff zerstört, nach Kriegsende verändert wiederaufgebaut, der Umbau des Schiller-Theaters (1938), Admiralspalastes (1955–1997: Metropol-Theater, seit 2006 wieder Admiralspalast, die „Führerloge“ wurde bei der Renovierung nicht wieder hergestellt, Friedrichstraße 101–102) und des Metropol-Theaters (heute: Komische Oper) in Berlin, des Stadttheaters Augsburg (1938/1939), des Deutschen Theaters München (Umgestaltung Theatersaal, 1939), sowie des Nationaltheaters in Weimar. Baumgarten sollte auch das Vogtland-Theater in Plauen (heute „Theater Plauen-Zwickau“) völlig neu bauen, doch das Projekt blieb aufgrund des Kriegsbeginns im Entwurfsstadium stecken. Ausgeführt wurde 1939 lediglich ein wenige Monate dauernder Umbau, dem allerdings der gesamte vorhandene Stuck im Zuschauerraum zum Opfer fiel. Baumgarten galt als der Theaterarchitekt von Adolf Hitler. In allen Theatern wurde eine „Führerloge“ errichtet.
1937 plante er das Verwaltungsgebäude des Reichsverbandes der Deutschen Luftfahrt-Industrie in Berlin. Zwei Jahre darauf baute er das Schloss Bellevue zum „Gästehaus des Deutschen Reiches“ um (heute Sitz des Bundespräsidenten). Außerdem wirkte er 1938/1939 mit am Neubau der Reichskanzlei sowie der Dienstwohnung von Joseph Goebbels.
Es war seitens der nationalsozialistischen Machthaber auch beabsichtigt, Baumgarten als Architekt eines Opernhauses bei den Monumentalbauten der „Führerstadt“ Linz mitwirken und für Hitlers Geburtsstadt Braunau ein Theater bauen zu lassen. Das für 2000 Besucher konzipierte Opernhaus in Linz, zentraler und repräsentativster Bau des geplanten Opernplatzes, war laut Albert Speer ein persönliches Lieblingsprojekt Hitlers. Diese Projekte wurden jedoch kriegsbedingt nicht mehr umgesetzt.
1943 erhielt Baumgarten von Adolf Hitler zu seinem 75. Geburtstag die Goethe-Medaille für Kunst und Wissenschaft und im Folgejahr 1944 eine Dotation in Höhe von 100.000 Reichsmark. Baumgarten stand 1944 in der Gottbegnadeten-Liste des Reichsministeriums für Volksaufklärung und Propaganda.